# Ohniváček hřebenorohý
Ohniváček hřebenorohý (Schizotus pectinicornis) je drobný brouk z čeledi červenáčkovití. Dorůstá délky 8 - 9 milimetrů. Obývá listnaté lesy hor a podhůří na většině území Evropy. Larvy jsou dravé. Urogomfy (koncové štěty na posledním zadečkovém článku larvy) mají zahnuté dovnitř.